# Devanagari
Chữ Devanagari, từ ghép của "Deva" (देव) và "Nagari" (नगर), cũng được gọi là Nagari (nguyên là tên của hệ thống chữ viết là khởi nguồn của chữ Devanagari) là một hệ thống chữ cái của Ấn Độ và Nepal. Hệ thống chữ viết này được ghi từ trái sang phải, không có các chữ cái đặc biệt, và được công nhận (cùng với hầu hết các chữ viết Brahmi Bắc khác, như chữ Gujarat và chữ Oriya) là những loại chữ viết có đầy đủ các chữ cái. Chữ Devanagari là chữ viết chính dùng để ghi lại tiếng Hindi chuẩn, tiếng Marathi và tiếng Nepal. Từ thế kỷ 19, nó trở thành kiểu chữ viết thông dụng nhất để viết tiếng Phạn. Chữ Devanagari cũng được sử dụng trong tiếng Bhojpur, tiếng Gujarat, tiếng Pahar (Garhwal và Kumaon), Konkan, Magah, Maithili, Marwar, Bhili, Newar, Santhal, Tharu và thỉnh thoảng trong tiếng Sindh, tiếng Dogri, tiếng Sherpa và tiếng Kashmir. Đây cũng là kiểu chữ viết trước đây của tiếng Gujarat.